# Oli McBurnie
Oliver Robert McBurnie, född 4 juni 1996 i Leeds, England, är en skotsk fotbollsspelare som spelar för spanska Las Palmas.

## Klubbkarriär
McBurnie värvades till Sheffield United inför Premier League-säsongen 19/20 där han vann internligan över gjorda mål tillsammans med Lys Mousset, anfallskollegorna stod för 6 mål vardera. I juni 2023 förlängdes McBurnies kontrakt med ett år.
Den 25 juli 2024 värvades McBurnie av spanska Las Palmas, där han skrev på ett treårskontrakt.

## Landslagskarriär
McBurnie debuterade för det skotska landslaget den 23 mars 2018 i en vänskapslandskamp mot Costa Rica.